# Amistad de juventud
Amistad de juventud (en inglés, Friend of my Youth) es una colección de cuentos de la escritora canadiense Alice Munro, publicada en 1990. Ganó el Trillium Book Award, otorgado por el gobierno de la provincia canadiense de Ontario, en su edición de 1991. La traducción a español es de Esperanza Pérez Moreno.  

## Cuentos
- "Amistad de juventud"
- "Five Points"
- "Meneseteung"
- "Agárrame fuerte, no me sueltes"
- "Naranjas y manzanas"
- "Fotografías del hielo"
- "Bondad y misericordia"
- "Oh, de qué sirve"
- "De otro modo"
- "El día de la peluca"

## Temas
Las diez historias de la colección se fundamentan en una amistad juvenil que algún personaje rememora con nostalgia. Los recuerdos son sometidos a examen, determinando las causas de la unión y el posterior distanciamiento. Se evidencia lo anterior, por ejemplo, en parte de las líneas finales del cuento «De otro modo», cuando Georgia y un amigo de su juventud, Raymond se despiden:
Raymond le dice una vez más:
—Gracias por venir.
—Gracias por los tragos —le dice Georgia—. Gracias también. Supongo que nunca nos creemos que vayamos a morirnos.
—Ya, ya —dice Raymond.
—No. Quiero decir que nunca nos comportamos..., que nunca nos comportamos como si creyésemos que vamos a morirnos.
Raymond sonríe cada vez más y le pone una mano en el hombro.
—¿Cómo deberíamos comportarnos? —le pregunta.

—De otro modo —le responde Georgia, poniendo un énfasis absurdo en las palabras, queriendo decir que su respuesta es tan poco convincente que sólo puede ofrecerla como una broma.